# Matthias Platzeck
Matthias Platzeck, né le 29 décembre 1953 à Potsdam, est un homme politique allemand membre du Parti social-démocrate d'Allemagne (SPD).
Militant écologiste à la fin des années 1980, il est ministre sans portefeuille dans l'éphémère gouvernement est-allemand du communiste Hans Modrow en 1990.
Cette même année, il devient député et ministre de l'Environnement du Land reconstitué de Brandebourg. Il quitte les écologistes en 1993 et rejoint le SPD deux ans plus tard. En 1998, il est élu sans difficulté bourgmestre de Potsdam.
Après la démission de Manfred Stolpe en 2002, il est choisi pour prendre sa succession au poste de ministre-président du Land. Bien que les élections de 2004 soient une catastrophe pour sa majorité, il décide de poursuivre son alliance avec les chrétiens-démocrates. Entre 2005 et 2006, il devient même président fédéral du SPD, renonçant pour raisons de santé.
Les élections de 2009 confirment le paysage politique régional, ce qui l'amène à abandonner la CDU au profit d'une coalition rouge-rouge avec Die Linke. Il démissionne en 2013, invoquant une nouvelle fois de graves ennuis de santé.

## Éléments personnels

### Jeunesse et carrière en RDA
Il obtient son Abitur en 1972, puis effectue jusqu'en 1974 son service militaire dans l'armée nationale populaire (NVA).
Il intègre ensuite l'université technique d'Ilmenau, où il étudie le génie cybernétique biomédical. Il en ressort diplômé en 1979 et commence à travailler comme chercheur à l'Institut pour la santé aérienne de Karl-Marx-Stadt.
En 1980, il devient directeur des affaires économiques et de la technologie de l'hôpital de Bad Freienwalde. Il entre deux ans plus tard au service de santé environnementale de l'inspection de l'hygiène à Potsdam.

### Débuts en politique
Il commence à militer en avril 1998 à Potsdam, participant à la fondation de la communauté de travail pour la protection de l'environnement et l'urbanisme (ARGUS). Il adhère au Parti libéral-démocrate d'Allemagne (LDPD) en mai 1989, mais le quitte très rapidement.

### Un écologiste au gouvernement
De retour au sein de l'ARGUS, il fait partie des cadres de la nouvelle Ligue verte (GL), qui fédère les mouvements écologistes est-allemands. À ce titre, il participe à la Table ronde centrale de la RDA entre décembre 1989 et février 1990. Le 5 de ce mois, Matthias Platzeck est nommé, à 32 ans, ministre sans portefeuille dans le gouvernement multipartite du communiste Hans Modrow.
Aux élections du 18 mai 1990, il est candidat indépendant sur la liste du Parti vert de la République démocratique allemande. Élu député à la Chambre du peuple, il devient secrétaire général du groupe parlementaire de l'Alliance 90 / Les Verts, qui compte vingt députés sur 400. Le 12 avril, il quitte ses fonctions gouvernementales.
À la suite de la réunification allemande, le 3 octobre, il fait partie des 144 parlementaires est-allemands qui intègrent le Bundestag de la nouvelle Allemagne unifiée, le temps que se tiennent des élections.

### Passage dans la vie politique régionale
À peine onze jours plus tard, le 14 octobre, il est élu député au Landtag du nouveau Land de Brandebourg, sous les couleurs de l'Alliance 90 (Bü90). Le social-démocrate Manfred Stolpe, vainqueur du scrutin avec une majorité relative, doit constituer une coalition en feu tricolore l'unissant aux libéraux et aux écologistes. Ainsi, le 1er novembre, Matthias Platzeck rejoint le gouvernement comme ministre de l'Environnement, de la Protection de la Nature et de l'Aménagement du territoire.

### Des écologistes au SPD, du gouvernement à la mairie
Il s'oppose en 1993 à la fusion de la Bü90 avec Les Verts (Grünen). Ne pouvant l'empêcher, il quitte sa formation et constitue la Fédération citoyenne (BB) avec quelques camarades de parti.
Bien que son parti ne totalise que 1 % des voix aux élections du 11 septembre 1994, il est reconduit dans ses fonctions gouvernementales, le Parti social-démocrate d'Allemagne disposant alors d'une confortable majorité absolue. Finalement, le 6 juin 1995, il décide de rejoindre le SPD.
Au mois de mai 1998, le bourgmestre de Potsdam, Horst Gramlich, est révoqué par référendum populaire. Les sociaux-démocrates choisissent alors Matthias Platzeck pour se présenter à sa succession. Il refuse ainsi les propositions de Gerhard Schröder, candidat du SPD à la chancellerie fédérale, de figurer dans son équipe de campagne, et remporte l'élection dès le premier tour, le 27 novembre 1998, par 63,5 % des suffrages exprimés. Il démissionne du gouvernement le 3 novembre et entre en fonction le lendemain.
Devenu membre du comité directeur régional du SPD de Brandebourg en décembre 1999, il en est élu président le 8 juillet 2000, prenant la suite de Steffen Reiche, à ce poste depuis 1990.

### Ministre-président du Brandebourg

#### Sept ans de grande coalition
À la suite d'un désaccord au sein de la grande coalition au pouvoir depuis 1999, Stolpe annonce sa démission de la direction du gouvernement régional. Le 26 juin 2002, Matthias Platzeck est donc investi Ministre-président de Brandebourg en reconduisant l'alliance que forme le SPD avec l'Union chrétienne-démocrate d'Allemagne (CDU). Il doit rapidement faire face à d'importantes inondations, dont sa bonne gestion accroît sa popularité.
Pour les élections du 19 septembre 2004, il se présente dans la 22e circonscription. Tout au long de la campagne, le SPD est distancé dans les sondages par le Parti du socialisme démocratique (PDS). Il remporte alors son mandat parlementaire avec 41,3 % des voix tandis que le SPD reste le premier parti du Land, mais ce scrutin est une catastrophe pour les partis de la coalition au pouvoir, chacun perdant environ sept points et cinq sièges. Bien qu'une alliance avec le PDS soit dotée d'une majorité plus importante, il décide de poursuivre son partenariat avec la CDU. Aussi est-il investi une deuxième fois, le 13 octobre suivant. Le 1er novembre, il prend pour un an la présidence tournante du Conseil fédéral.

#### Éphémère président fédéral du SPD
Le 1er novembre 2005, il est choisi par les principaux cadres du SPD comme candidat à la présidence fédérale du parti, au lendemain du renoncement fracassant du sortant, Franz Müntefering. Lors du congrès fédéral qui se tient le 15 novembre, il totalise 512 votes favorables sur 515 votants, soit une majorité presque totale de 99,4 %. Seul Kurt Schumacher avait fait mieux, en 1946, avec un seul suffrage défavorable. Cependant, il doit démissionner dès le 10 avril 2006, victime d'importants problèmes de santé. Par la suite, seul Martin Schulz dépassera ce résultat en 2017, avec 100 % des suffrages exprimés.

#### Les élections de 2009 et la coalition rouge-rouge
Pour les élections régionales du 27 septembre 2009, il change de territoire électoral et va se présenter dans la 11e circonscription. Il remporte un nouveau mandat, avec 46,2 % des voix. Lors de cette élection, les trois grands partis du Land sont stables.
Alors qu'il peut reconduire sa « grande coalition », Matthias Platzeck fait le choix de rompre avec la CDU après dix années de majorité commune. Il décide de se tourner vers Die Linke, une éventuelle alliance rassemblant 57 députés sur 88, contre 50 à la coalition sortante. Le 6 novembre, après six semaines de négociations, il est investi pour un troisième mandat à la tête d'une coalition rouge-rouge. C'est la troisième fois qu'une telle majorité se constitue en Allemagne depuis la réunification.

### Retrait de la vie politique
À nouveau victime de problèmes de santé importants, il annonce sa démission le 29 juillet 2013. Son bras droit Dietmar Woidke, ministre de l'Intérieur et ancien président du groupe parlementaire, est alors choisi pour lui succéder. Il lui abandonne la présidence régionale du parti le 26 août, et la direction du gouvernement deux jours plus tard.

### Vie de famille
Marié, il est père de trois filles.